# Elysium (musikalbum)
Elysium är ett musikalbum med den brittiska popduon Pet Shop Boys. Det gavs ut i september 2012 på skivbolaget Parlophone. Från albumet släpptes tre singlar; "Winner", "Leaving" och "Memory of the Future". 

## Låtlista
1. "Leaving"
2. "Invisible"
3. "Winner"
4. "Your Early Stuff"
5. "A Face Like That"
6. "Breathing Space"
7. "Ego Music"
8. "Hold On"
9. "Give It a Go"
10. "Memory of the Future"
11. "Everything Means Something"
12. "Requiem in Denim and Leopardskin"

## Listplaceringar
| Land (2012)                 | Högsta position |
| --------------------------- | --------------- |
| Australien                  | 50              |
| Österrike                   | 20              |
| Belgien (Flandern)          | 44              |
| Belgien (Vallonien)         | 17              |
| Kroatien                    | 35              |
| Tjeckien                    | 13              |
| Danmark                     | 15              |
| Nederländerna               | 28              |
| Finland                     | 21              |
| Frankrike                   | 49              |
| Tyskland                    | 7               |
| Grekland                    | 27              |
| Irland                      | 23              |
| Italien                     | 41              |
| Japan                       | 52              |
| Mexiko                      | 34              |
| Norge                       | 30              |
| Skottland                   | 15              |
| Spanien                     | 10              |
| Sverige                     | 12              |
| Schweiz                     | 13              |
| Storbritannien              | 9               |
| USA Billboard 200           | 44              |
| USA Dance/Electronic Albums | 2               |